# Adenomatous Polyposis Coli
Il gene Adenomatous Polyposis Coli (APC), ovvero Poliposi Adenomatosa del Colon, codifica per una proteina di 310 kDa, presente sia nel citoplasma che nel nucleo delle cellule coliche ed extracoliche. È una shuttle-protein, ovvero una proteina in grado di muoversi tra il nucleo e il citoplasma, proprietà conferita dalla presenza di sequenze aminoacidiche che codificano per segnali di localizzazione nucleare (NLSs) e segnali di uscita dal nucleo (NESs).

## Struttura della proteina
APC è articolata in molteplici domini che costituiscono un importante snodo di complesse funzioni di segnalazione cellulare. Il sito N-terminale contiene un dominio di oligomerizzazione (in grado di formare oligomeri) e un dominio armadillo in grado di legare ASEF (APC-Stimulated guanine nucleotide Exchange Factor). Le zone centrali contengono la regione di legame con la β-catenina, siti di legame per l'axina e un sito importantissimo che modula negativamente il legame con la β-catenina. Il dominio C-terminale contiene un sito legante i microtubuli e un sito che lega la proteina oncosoppressore DLG.

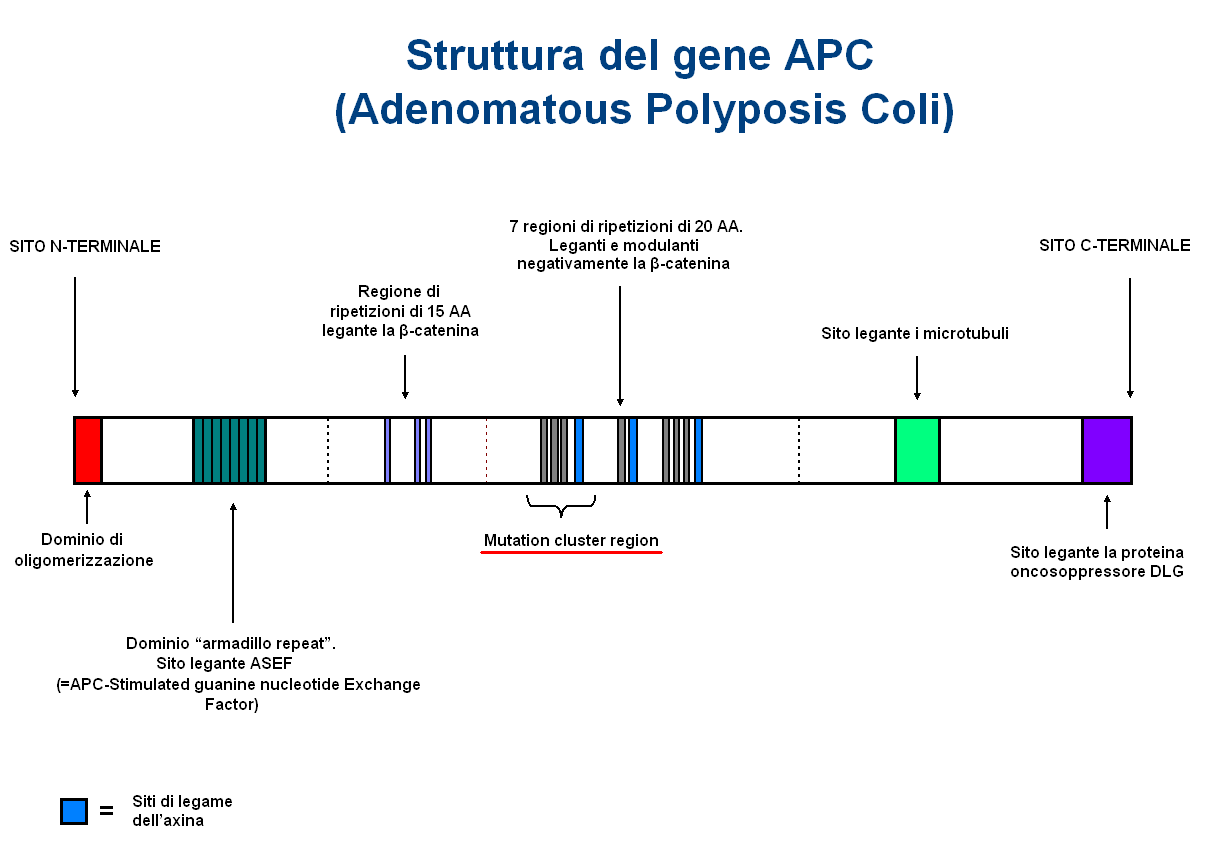
Struttura della proteina codificata dal gene APC.

## Funzione fisiologica
APC è il fulcro della via di segnalazione denominata wingless/wnt.
La principale funzione della APC è modulare i livelli citoplasmatici di β-catenina, proteina in grado di migrare nel nucleo e attivare complessi proteici di trascrizione detti TNA (trascrizione di cMyc e ciclina D1) . Tuttavia, la migrazione nucleare dei complessi di catenina è possibile se la sua concentrazione citoplasmatica è sufficientemente elevata. 
In condizioni normali, APC è legata a CKI (caseina chinasi 1) e GSK3 (glicogeno sintasi 3 β-chinasi) (proteine citoplasmatiche); questo grande complesso enzimatico è in grado di fosforilare la β-catenina che, così marcata, viene ubiquitinata e destinata dunque alla degradazione attraverso il proteasoma. 
Se il fattore wnt si lega al suo complesso recettoriale, si ha inattivazione delle proprietà chinasiche correlate con l'APC, con accumulo di β-catenina che non viene destinata al proteasoma. Questo provoca crescita cellulare.

## Ruolo in patologia
Alterazioni del gene APC sono direttamente connesse con quadri patologici quali la poliposi adenomatosa familiare e il carcinoma del colon-retto. In effetti, il gene APC presenta un punto debole che è la mutation cluster region, zona in cui tendono ad accumularsi mutazioni. In particolare la mutazione può provocare il troncamento a livello della mutation cluster region, con perdita delle strutture proteiche prospicienti il sito C-terminale, contenenti domini che modulano la fosforilazione della β-catenina. APC rappresenta anche un nodo giunzionale del citoscheletro e una sua mutazione comporta la perdita della struttura e della polarità cellulare, così da giustificare il notevole grado di pleomorfismo e displasia nei carcinomi del colon-retto. Le importanti mutazioni del citoscheletro sono anche le responsabili dell'aneuploidia che si verifica con la progressione della proliferazione cellulare. Inoltre, la β-catenina, legando APC ed actina, permette la connessione con la α-catenina e con la γ-catenina, strutture che conferiscono stabilità alla E-caderina, proteina che media l'adesione cellula-cellula. Sovvertire la stabilità di questi ultimi meccanismi, provoca una perdita della inibizione da contatto e giustifica l'invasività del carcinoma. Per questo, APC sembra avere un ruolo nel garantire la corretta direzionalità della migrazione delle cellule coliche dalla base all'apice delle cripte. Le cellule mutate, infatti, tendono ad accumularsi in foci proliferari aberranti costituendo il polipo adenomatoso, principale condizione predisponente il carcinoma del colon-retto sporadico o secondario a poliposi adenomatosa familiare.